# FK Mornar Bar
Fudbalski Klub Mornar Bar (Фудбалски Клуб Морнар Бар) – czarnogórski klub piłkarski z siedzibą w Barze. Został utworzony w 1923 roku. Obecnie występuje w Prvej lidze Czarnogóry.

## Stadion
Klub rozgrywa swoje mecze domowe na stadionie Stadion Topolica w Barze, który może pomieścić 2.500 widzów.

## Sezony
| Sezon                          | Liga                                                 | Poziom | Miejsce |
| Federalna Republika Jugosławii |                                                      |        |         |
| 2000/01                        | Crnogorska liga                                      | III    | 1       |
| 2001/02                        | Druga liga SR Јugoslavije – Grupa Jug (Południe)     | II     | 3       |
| 2002/03                        | Druga liga SR Јugoslavije – Grupa Jug (Południe)     | II     | 5       |
| Serbia i Czarnogóra            |                                                      |        |         |
| 2003/04                        | Druga liga Srbije i Crne Gore – Grupa Jug (Południe) | II     | 9       |
| 2004/05                        | Prva crnogorska liga                                 | II     | 9       |
| 2005/06                        | Prva crnogorska liga                                 | II     | 9       |
| Czarnogóra                     |                                                      |        |         |
| 2006/07                        | Druga liga                                           | II     | 11      |
| 2007/08                        | Treća liga – Juzna regija (grupa południowa)         | III    | 1       |
| 2008/09                        | Druga liga                                           | II     | 3       |
| 2009/10                        | Prva liga                                            | I      | 10      |
| 2010/11                        | Prva liga                                            | I      | 10      |
| 2011/12                        | Druga liga                                           | II     | 2       |
| 2012/13                        | Prva liga                                            | I      | 11      |
| 2013/14                        | Prva liga                                            | I      | 11      |
| 2014/15                        | Prva liga                                            | I      | 10      |
| 2015/16                        | Prva liga                                            | I      | 12      |
| 2016/17                        | Druga liga                                           | II     | 4       |
| 2017/18                        | Druga liga                                           | II     | 1       |
| 2018/19                        | Prva liga                                            | I      | 10      |
| 2019/20                        | Druga liga                                           | II     | 7       |
| 2020/21                        | Druga liga                                           | II     | ?       |

 * W wyniku przeprowadzonego 21 maja 2006 referendum niepodległościowego zadeklarowano  zerwanie dotychczas istniejącej federacji Czarnogóry z Serbią (Serbia i Czarnogóra). W związku z tym po sezonie 2005/06  wszystkie czarnogórskie zespoły wystąpiły z lig Serbii i Czarnogóry, a od nowego sezonu 2006/07 Mornar Bar przystąpił do rozgrywek Drugiej crnogorskiej ligi.

## Europejskie puchary
Legenda do wszystkich tabel:
- Q – runda eliminacyjna, 1/16, 1/8, 1/4, 1/2 – odpowiednia faza rozgrywek, Grupa – runda grupowa, 1r gr – pierwsza runda grupowa, 2r gr – druga runda grupowa, F – finał, R – runda, PO – play-off
- k. – rzuty karne, los. – losowanie, Dogr. – dogrywka, w. – zasada bramek strzelonych na wyjeździe

| Sezon   | Rozgrywki        | Runda | Klub                | Dom | Wyjazd | Ogólnie     |
| ------- | ---------------- | ----- | ------------------- | --- | ------ | ----------- |
| 2024/25 | Liga Konferencji | 1Q    | Dinamo Tbilisi      | 2–1 | 1–1    | 3–2         |
| 2024/25 | Liga Konferencji | 2Q    | Radnički Kragujevac | 2–1 | 0–1    | 2–2, k: 4–3 |
| 2024/25 | Liga Konferencji | 3Q    | Paks                | 2–2 | 0–3    | 2–5         |

## Sukcesy
- mistrzostwo Drugiej crnogorskiej ligi (1): 2018 (awans do Prvej crnogorskiej ligi).
- mistrzostwo Crnogorskiej ligi (1): 2001 (awans do Drugiej ligi SR Јugoslavije).
- mistrzostwo Trećej crnogorskiej ligi (1): 2008 (awans do Drugiej crnogorskiej ligi, po wygranych barażach).
- wicemistrzostwo Drugiej crnogorskiej ligi (1): 2012 (awans do Prvej crnogorskiej ligi, po wygranych barażach).
- 3. miejsce Drugiej crnogorskiej ligi (1): 2009 (awans do Prvej crnogorskiej ligi, po wygranych barażach).